# Дымер
Ды́мер (укр. Димер) — посёлок в Киевской области Вышгородского района Украины. С 1923 по 1962 год был центром Дымерского района.

## История
- Лаврентий Похилевич в «Сказании о населённых местностях Киевской губернии» (1864 год) пишет:
  - "местечко на половине дороги из Киева в Чернобыль в 45 верстах от обоих мест. Оно окружено с трёх сторон ручьём Пеховкой, на котором есть несколько прудов с мельницами. С северо-восточной стороны тотчас за местечком начинаются леса, простирающиеся до деревни Злодиевки и дальше; к юго-востоку и к югу — поля, образовавшиеся от истребления лесов, за коими опять леса до самого Киева с небольшими полянами вокруг деревень. Земель, к Дымеру принадлежащих, до 4000 десятин. В прежнее время принадлежало ещё более полей; но земли, лежащие по направлению к с. Демидову, в конце прошлого века бывшими старостами дымерскими, произвольно уступлены частным владельцам. Об них палата государственных имуществ ведёт иск в судебных инстанциях. Поля, принадлежащие Дымеру, состоят из глины, смешанной несколько с песком, что образует лёгкий чернозём, почему к хлебопашеству умеренно способны. Зато Дымерские леса славны своей обширностью и качеством растущих в них дерев. В них много водится диких зверей, охота за коими составляла в прежнее время любимое занятие дымерских владельцев. Прежде водились в них бобры, росомахи и медведи. Теперь попадаются только дикие козы, кабаны, лоси, волки и другие звери, свойственные здешнему краю. Леса дымерские охраняются лесничим из офицеров, живущих в с. Лютеже, и стражниками пешими и конными, коих ныне в Дымерской даче до 30 человек с одним унтер-офицером.
  - В период борьбы Малороссии с Польшей за веру и народность о Дымере упоминается, как о значительном городе. Здесь поляки вырезали жителей до последнего человека. Под конец войн за Малороссию поляки, желавшие иметь малороссийского гетмана от них зависящего и избиравшие такового найчаще из поляков же, избрали Дымер местопребыванием этому своему чиновнику. Ян III вручил гетманскую булаву Евстафию Гоголю, служившему при Дорошенке подольским полковником и передавшемуся к полякам в 1674 году. Ему первому велено было жить на Полесье в городе Дымере с получением доходов как отсюда, так и из окрестных деревень и сёл. Кроме того, Гоголю назначено было жалование из польской казны. К этому времени должно отнести построение в Дымере крепости, остатки которой сохранились до настоящего времени. Кроме валов и рвов теперь видны полуразрушенные погреба, вероятно, пороховые. Здешние старики рассказывают, что в бывшей крепости находилось две пушки: одна на высокой насыпи обращена к северу, другая над погребом направлена к югу. Дымер в это время пользовался магдебургскими правами, и жители разделялись на цехи, ибо знак одного из цехов хранится в Дымерской церкви. Знаменитый полковник Семён Палий, разрушавший разные затеи польские, положил конец и дымерским гетманам польским и самой крепости. В 1703 году он взял приступом Дымер и разогнал поляков. С того времени Дымер низведён на степень местечка, считавшегося главным в Дымерском старостве. У жителей остались в памяти пожизненные владельцы староства: Каэтан Потоцкий, Голиевский и князья Любомирские.

С 1810 года казна приняла в своё распоряжение Дымер и село Катюжанку, но отдавала в арендное владение разным лицам за известную сумму до 1846 года, когда крестьяне были переведены на оброки и образовано сельское управление.
В 1843 году по настоянию епархиального начальства открыто приходское училище, преобразованное спустя пять лет в писарское, в коем учится до 60 мальчиков. От казны назначено жалование наставнику 100 руб. и его помощнику 80 руб. В местечке утверждены четыре годовые ярмарки. Жителей обоего пола в местечке: православных 1043, евреев 470.
В 1794 году находившаяся в селе деревянная Николаевская церковь (которая при унии называлась Деканской церковью) сгорела со всем церковным имуществом и письменными актами.
После этого в местечке осталась одна деревянная приходская церковь во имя св. бессребреников Космы и Дамиана, построенная в 1754 году, как видно из надписи вокруг дверей церковных. По штатам причислена к 5-му классу; земли имеет 41 десятину. В 1835 году в ней построен новый иконостас, а с 1852 года вся церковь исправлена на счёт отпущенных из казны 1771 руб. серебром. Из надписи на иконе распятия Спасителя, в алтаре находящейся, явствует, что в 1636 году уже находилась в Дымере церковь во имя Космы и Дамиана, в которую икона эта пожертвована здешним жителем Андреем Ошумком.
В 1796 году Дымер был назначен уездным городом, но вскоре это решение было отменено. Из урочищ вокруг Дымера замечательны: а) Котова могила, по правой стороне дороги, идущей к Дымерской Рудне, в 7-ми верстах от местечка. Она поросла лесом, б) Попова Гадычевка, по дороге в Ваховку с колодезем лёгкой воды, а вблизи Матафиева Гадычевка со многими небольшими могилками, поросшими вековыми деревьями, в) Камянка по Чернобыльской дороге в 5 верстах, где в прошлом веке была винокурня, водяная мельница и 3 дома для рабочих. Ныне живёт только сторож, г) Близ Дымера в 1853 году назначено от ведомства государственных имуществ 11 участков пахотных земель в 6 десятин каждый для водворения на них семейств евреев хлебопашцев с тем, чтобы они за пользование этими землями, по истечении льготного времени, вносили в сельское управление установленную плату. Но колония эта не процветает земледелием и евреи, по истечении льготных лет, возвращаются к прежнему роду жизни и часто вовсе оставляют земледельческую колонию.
В 1893 году Дымер являлся селом Киевского уезда Киевской губернии, в котором насчитывалось 2088 жителей.
С 1923 по 30 декабря 1962 — центр Дымерского района Киевской области.
4 ноября 1957 года Дымер получил статус посёлка городского типа.
11 апреля 1979 года под Дымером разбился в автокатастрофе актёр и режиссёр Леонид Быков. В его память неподалёку от въезда в посёлок был установлен мемориальный знак.
В январе 1989 года численность населения составляла 6524 человека.
На 1 января 2013 года численность населения составляла 5789 человек.
В 2022 в районе посёлка шли тяжёлые бои.

## Галерея

Памятник на братской могиле на центральной площади Дымера
Братская могила воинов, павших при освобождении Дымера
Мемориал павшим при освобождении Дымера в 1943 году
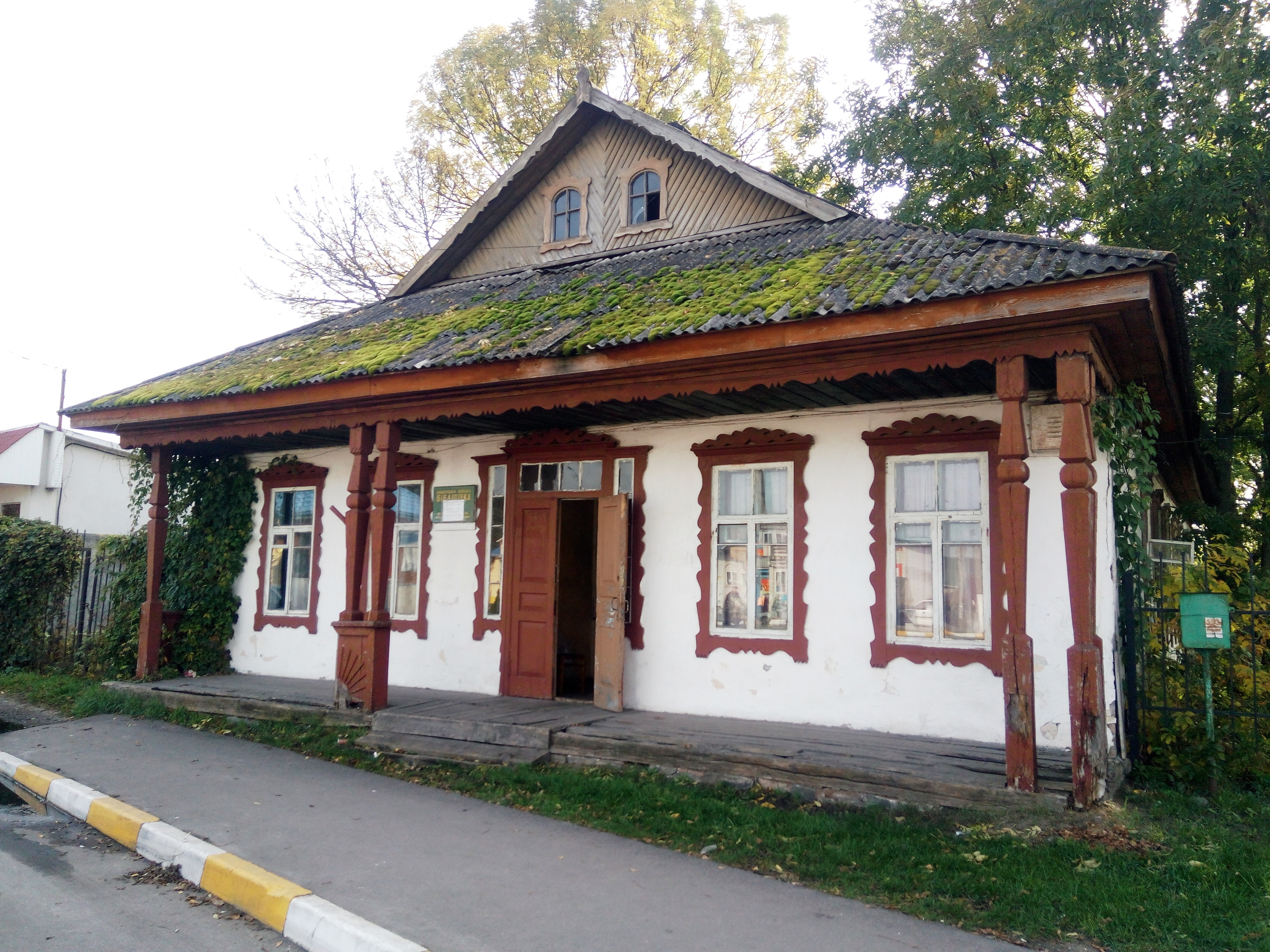
Библиотека в здании начала XX века
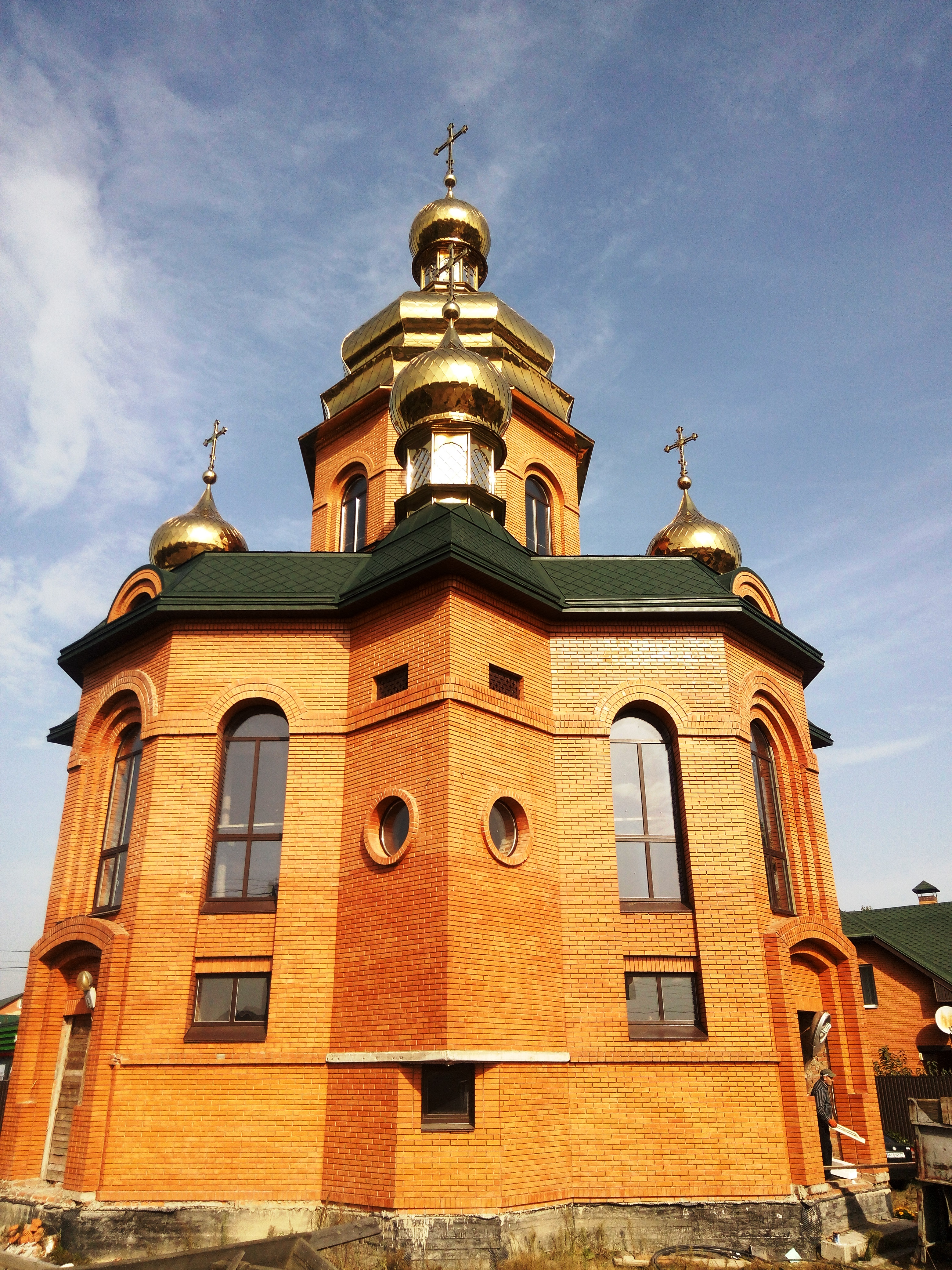
Строительство нового храма, 2020 г.
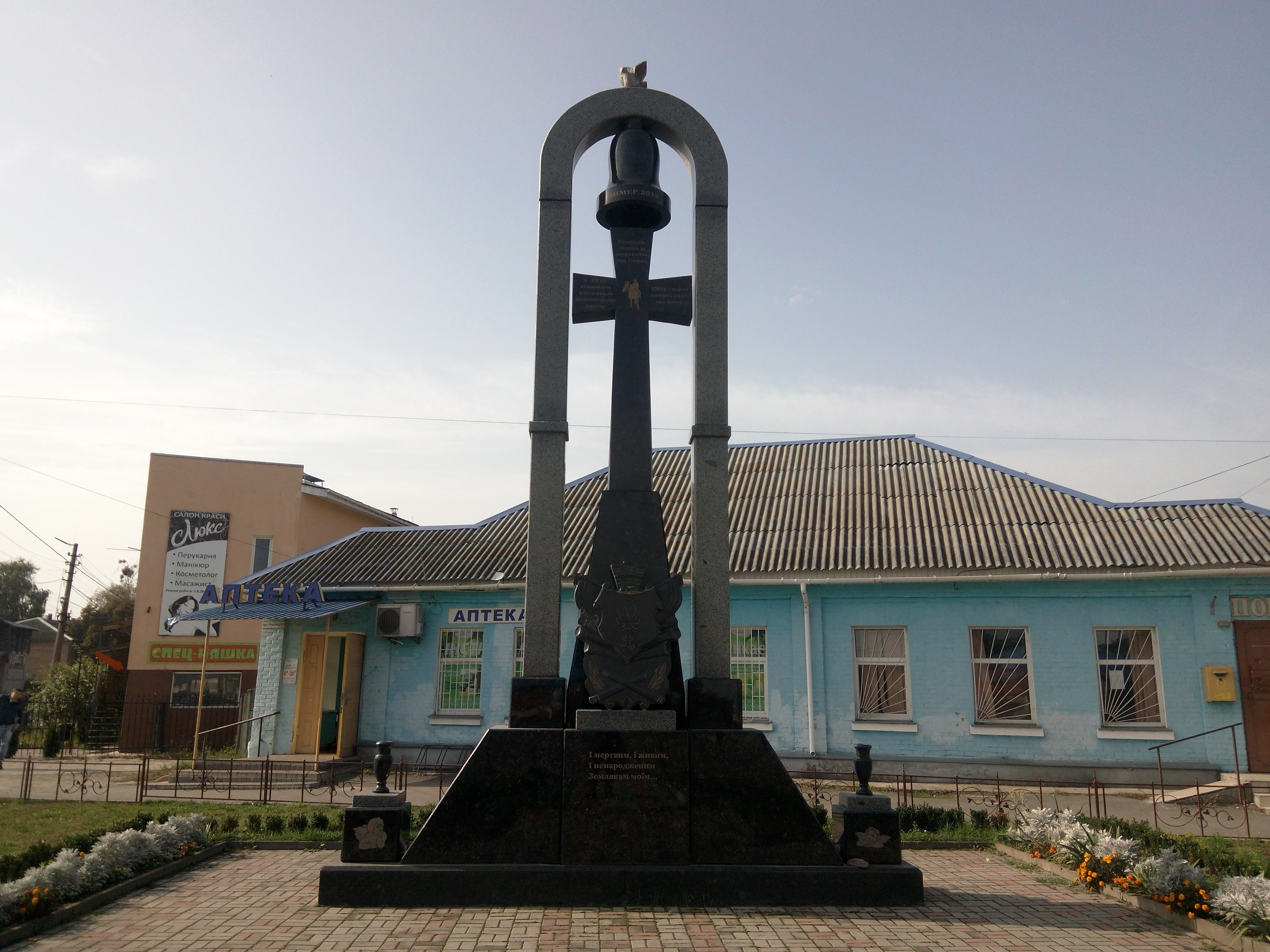
Памятник "Дымерцам - борцам за государственность, веру и народ"
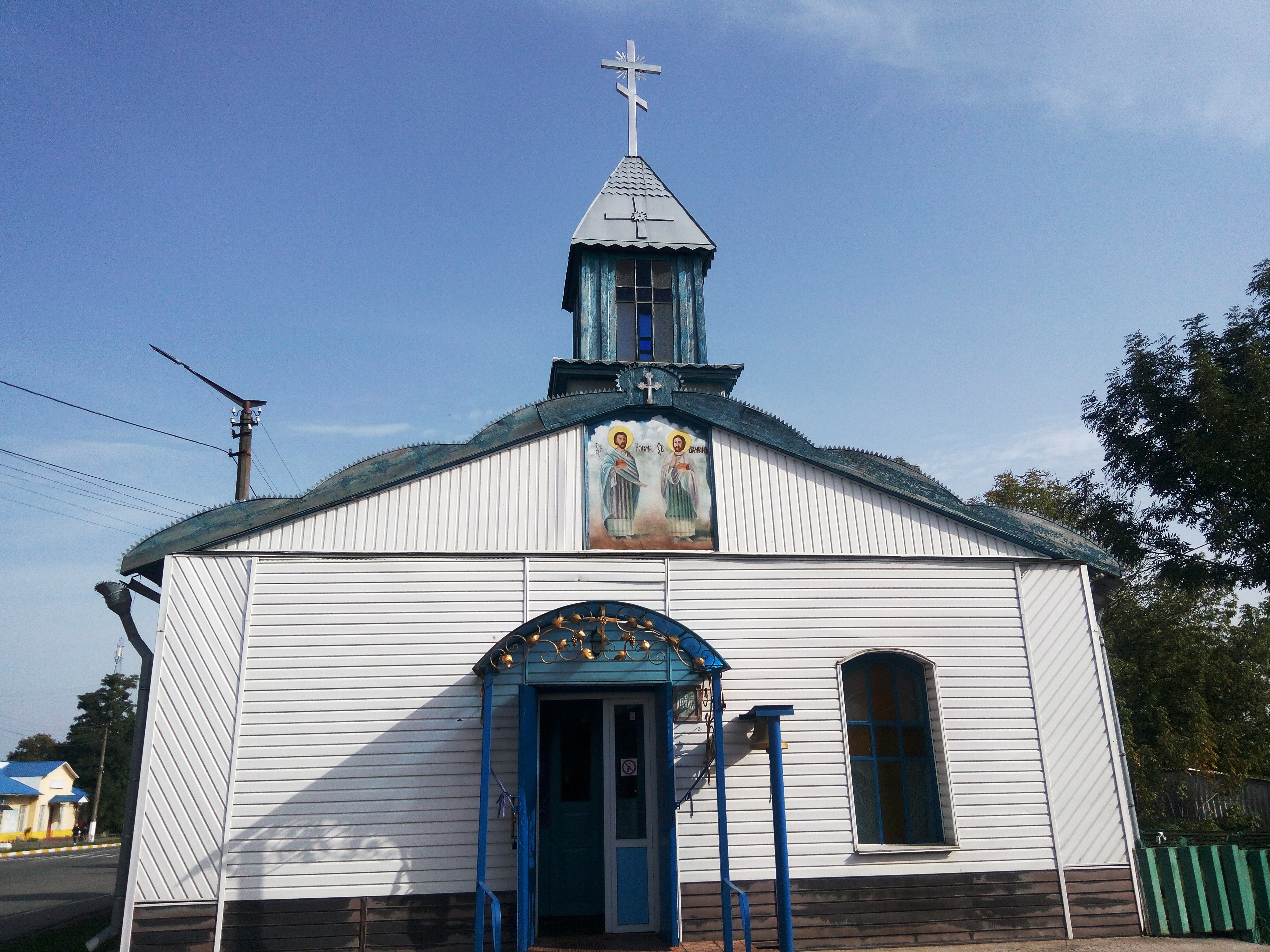
Фасад старой церкви